# Karel Jan z Lobkowicz
Karel Jan Josef princ z Lobkowicz (německy Karl / Carl Johann Joseph Prinz von Lobkowicz; 24. listopadu 1814 Praha – 26. září 1879 Salcburk) byl český šlechtic z roudnické linie knížecí rodiny Lobkoviců. Po univerzitních studiích vstoupil do služby ke státním úřadům, nejprve působil v Čechách a na Moravě, poté řadu let v rakouských zemích. Nakonec byl místodržitelem v Dolním Rakousku (1858–1860) a Tyrolsku (1861–1866). Po odchodu do výslužby získal doživotní členství v Panské sněmovně (1869).

## Životopis

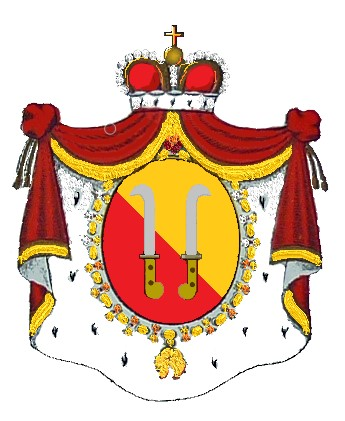
Knížecí erb rodu Lobkowiczů

Pocházel ze staré české rodiny Lobkoviců, narodil se v Praze jako nejmladší syn knížete Josefa Františka Maxmiliána z Lobkowicz (1772–1816) z roudnické větve a jeho manželky Marie Karolíny, princezny ze Schwarzenbergu (1775–1816)., jako syn knížete užíval celoživotně titul prince. Vystudoval práva a v roce 1836 vstoupil do státních služeb u zemského gubernia v Čechách. Po několika letech přesídlil na Moravu, kde byl krajským komisařem v Olomouci (1840–1841) a guberniálním tajemníkem v Brně (1841–1844). Od roku 1844 působil znovu v Praze a v roce 1847 byl jmenován dvorním radou u dvorského kancléřství ve Vídni. V revolučním roce 1848 byl penzionován, ale již v roce 1849 byl povolán do zemské správy ve Štýrsku a stal se krajským prezidentem ve městě Bruck an der Mur.

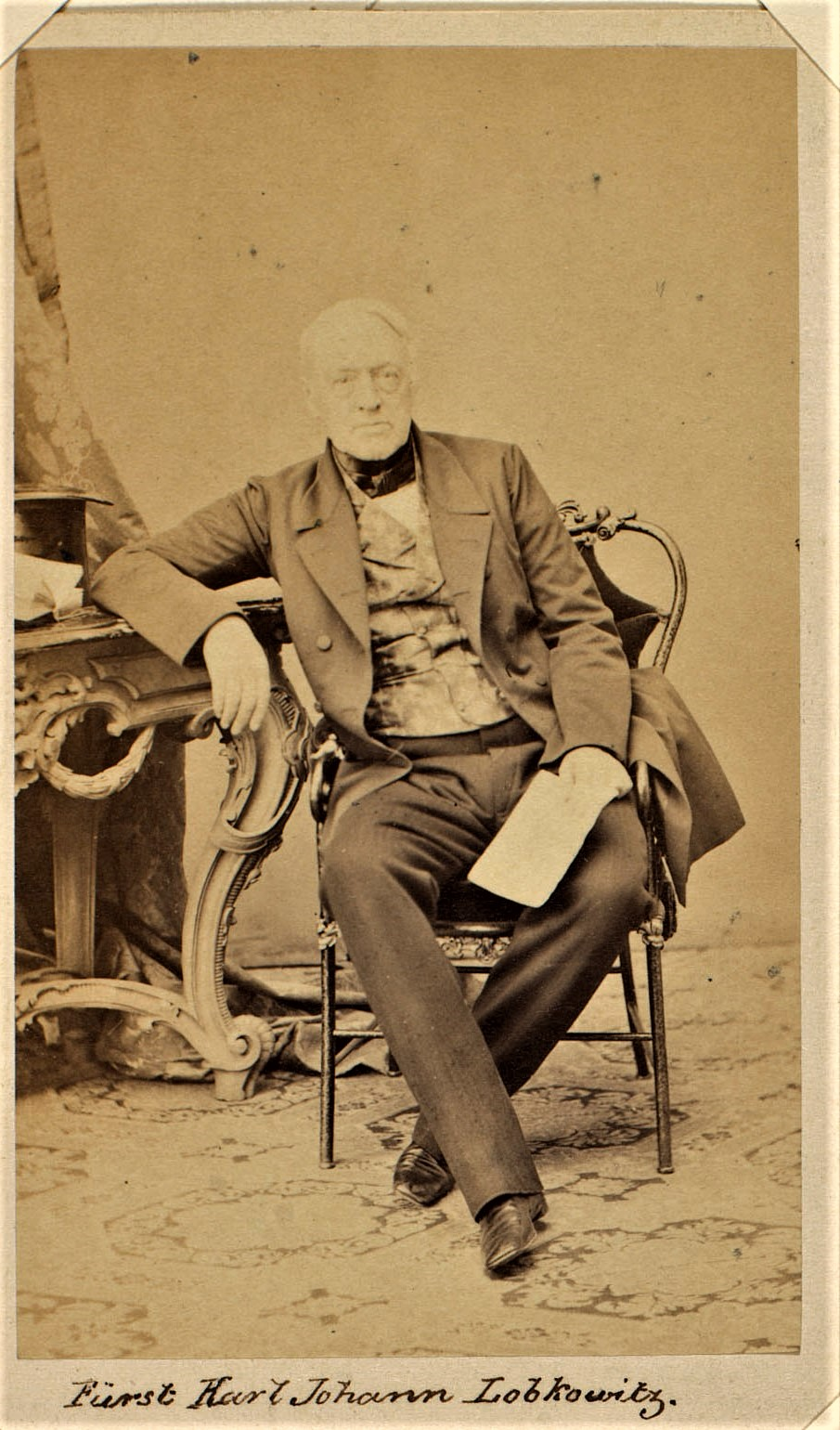
Princ Karel Jan z Lobkowicz

V letech 1852–1855 zastával funkci zemského prezidenta ve vévodství Salcburk, kde získal popularitu svým působením v charitě nebo aktivitami při založení salcburské spořitelny. V roce 1856 po uzavření sňatku vystoupil ze státních služeb, ale ještě téhož roku byl znovu povolán. V době Bachova absolutismu byl v letech 1856–1858 sekčním šéfem na ministerstvu vnitra a v roce 1857 byl jmenován c. k. tajným radou. V letech 1858–1860 byl místodržitelem v Dolním Rakousku a k 1. srpnu 1860 byl jmenován zemským hejtmanem na Moravě, tohoto úřadu se ale vzdal již po několika dnech. Nakonec byl v letech 1861–1866 místodržitelem v Tyrolsku. Zde se mu přes odpor konzervativní frakce v tyrolském zemském sněmu podařilo prosadit řadu změn především v oblasti zemědělství, zasloužil se také o organizaci domobrany a omezení zaměstnávání dětí v továrnách. V roce 1866 ze zdravotních důvodů odešel do výslužby.
Za zásluhy byl nositelem Leopoldova řádu (1854) a Řádu železné koruny (1863). Při odchodu do penze obdržel čestné občanství v Innsbrucku (1866). V roce 1869 byl jmenován doživotním členem rakouské Panské sněmovny.
V roce 1856 se oženil s baronkou Julií von Redwitz-Wildenroth (1840–1895), která se později stala c. k. palácovou dámou a dámou Řádu hvězdového kříže. Manželství zůstalo bez potomstva.
Princ Karel Jan zemřel na zámku Hernau v Salcburku ve věku 64 let. Pohřben byl v rodové hrobce kapucínského kláštera v kostele sv. Václava v Roudnici nad Labem.
Jeho staršími bratry byli kníže Ferdinand Josef z Lobkowicz (1797–1868), princ Jan Nepomuk Karel z Lobkowicz (1799–1878), zakladatel křimické rodové linie a princ Josef František Karel z Lobkowicz (1803–1875), c. k. generál jezdectva a zakladatel dolnobeřkovické rodové linie. Díky sňatkům sester měl i blízké vazby na další významné osobnosti, jeho švagry byli například hrabě František Arnošt z Harrachu nebo kníže Ferdinand Leopold Pálffy-Daun. Přes svou matku byl také bratrancem rakouského ministra zahraničí prince Felixe ze Schwarzenbergu a pražského arcibiskupa Bedřicha Schwarzenberga.